# Willie Mays
Willie Howard Mays (Westfield, Alabama, 6 de mayo de 1931-Palo Alto, California, 18 de junio de 2024) fue un beisbolista profesional  estadounidense. Jugaba en la posición de jardinero central y desarrolló su carrera en los New York/San Francisco Giants y en los New York Mets de las Grandes Ligas de Béisbol (MLB). Considerado como uno de los mejores jugadores de todos los tiempos, Mays ocupa el segundo lugar detrás de Babe Ruth en la mayoría de las listas de todos los tiempos, incluidas las de The Sporting News y ESPN.

## Biografía
Willie Howard Mays nació el 6 de mayo de 1931 en Westfield, Alabama, una colonia industrial principalmente negra cerca de Fairfield. Su padre, Cat Mays, era un talentoso jugador de béisbol del equipo negro en la planta de hierro local. Annie Satterwhite, su madre, era una talentosa estrella de baloncesto de la escuela secundaria y del atletismo. Sus padres nunca se casaron pero se separaron cuando Mays tenía tres años. Su padre lo crio y dos niñas, Sarah y Ernestine. Sarah llevó al joven Willie a una Iglesia Episcopal Metodista Africana todos los domingos. Cat Mays trabajó como mozo de tren y más tarde en las acerías de Westfield.
Cat expuso a Willie al béisbol a una edad temprana, jugando a la pelota con él a los cinco años y permitiéndole sentarse en el banquillo con su equipo de la Liga Industrial de Birmingham a los diez. Su jugador de béisbol favorito mientras crecía era Joe DiMaggio; otros favoritos eran Ted Williams y Stan Musial. Mays practicaba varios deportes en Fairfield Industrial High School. En el equipo de baloncesto, lideró a los jugadores de todas las escuelas secundarias negras en el Condado de Jefferson en puntuación. Mays jugó como mariscal de campo, fullback y pateador de despeje para el equipo de fútbol americano de la escuela secundaria. Aunque cumplió 18 años en 1949, Mays no se graduó de Fairfield hasta 1950, lo que el periodista Allen Barra llama "un misterio menor en la vida de Willie".

## Carrera

### Ligas Negras y Ligas Menores
La carrera profesional de Mays comenzó en 1947, cuando jugó con los Chattanooga Choo-Choos en Tennessee. Poco después, Mays regresó a su ciudad natal y se unió al Birmingham Black Barons en la Liga Negra. Finalmente en 1950 Mays firmó con los San Francisco Giants y se unió a la Clase-B del mismo en Trenton, Nueva Jersey. Después de haber bateado 353 en Trenton, comenzó la temporada en 1951 con los Minneapolis Millers de la Asociación Americana. Con ellos, Mays consiguió un promedio de 477 en 35 juegos, así pues lo llamaron a las Ligas Mayores en mayo de 1951.

### MLB

#### New York/San Francisco Giants
Mays empezó su carrera con cero hits en sus primeros doce turnos. En el 13.º turno, bateó su primer cuadrangular. Mays consiguió un promedio de 274, 68 RBI y 20 cuadrangulares en 121 juegos en 1951 y ganó el premio al novato del año.
Los Giants visitaron a los New York Yankees en la Serie Mundial de 1951 (la cual ganaron los Yankees en 6 juegos.) Siendo esta la primera serie mundial para los Giants así como para Mays. La primera entrada fue única, porque fue la única vez en la que Mays y Mickey Mantle en un batazo en las grandes ligas. Mays bateó un elevado al jardín derecho donde Mantle lo atraparía para ser este el 3.er out de la entrada.
El ejército de los Estados Unidos enlistó a Willie Mays en mayo de 1952 y así perdió parte de la temporada de ese año y toda la de 1953. Mays regresó en 1954 a las grandes ligas, tuvo un promedio de 345 y 41 cuadrangulares, obteniendo así su único título como mejor bateador de temporada. Así los Giants ganaron la serie mundial de 1954. Aunque los Giants barrieron a los Cleveland Indians, la serie siempre será recordada por “la atrapada” que realizó Willie Mays en el primer juego. Ese mismo año Mays ganó el título como jugador más valioso de la liga nacional y el Hickok Belt como mejor atleta del año.
En 1957, último año de los Giants en la ciudad de Nueva York, Mays ganó el primer Guante de Oro de los doce consecutivos que le otorgaron. Solo Mays, Roberto Clemente, Omar Vizquel, Ozzie Smith, Greg Maddux, Jim Kaat, Brooks Robinson, Keith Hernández, Mike Schmidt, Johnny Bench, Andruw Jones, Roberto Alomar, Iván Rodríguez y Ken Griffey Jr. han obtenido diez o más Guantes de Oro.
Ya en San Francisco, en 1962 Mays hizo su última aparición en una serie mundial como jugador de los Giants, su equipo perdió en 7 partidos y bateó únicamente .250 de promedio. En 1963 y 1964 Mays hizo más de 100 carreras y bateó un total de 85 cuadrangulares.
Mays ganó su segundo MVP en 1965 y realizó 52 cuadrangulares. De hecho, Mays bateó su cuadrangular número 500 el 13 de septiembre de 1965 al pitcher Warren Spahn, al cual le bateó su primer cuadrangular. Después de batearlo, Spahn felicitó a Mays en el dugout. Spahn le preguntó: “¿Fue el mismo sentimiento en el primer cuadrangular?” a lo que Mays respondió “Fue exactamente el mismo y el mismo lanzamiento también”.
Willie bateó su cuadrangular número 600 en septiembre de 1969. Plagado de lesiones, en esa temporada solo obtuvo 13 cuadrangulares. Mays pudo resurgir de las lesiones en 1970 bateando 28 cuadrangulares y tuvo una buena temporada en 1971, cuando cumplió los 40 años de edad.

#### New York Mets
Mays continuó jugando para los Giants hasta mayo de 1972. Fue intercambiado a los New York Mets por Charlie Williams y $50,000. La transacción se debía a que en ese momento los Giants estaban perdiendo dinero. En su debut con los Mets, Mays bateó un cuadrangular ganador en la 5.ª entrada contra los mismos Giants. Mays no jugó mucho con los Mets, jugó parte de la temporada de 1972 y toda la de 1973 antes de que se retirara. Cuando se retiró después de la temporada de 1973, Mays tuvo un promedio de bateo de.302 y 660 cuadrangulares registrados en toda su carrera. Se convirtió en entrenador de los Mets hasta 1979.

## Después de su carrera como jugador

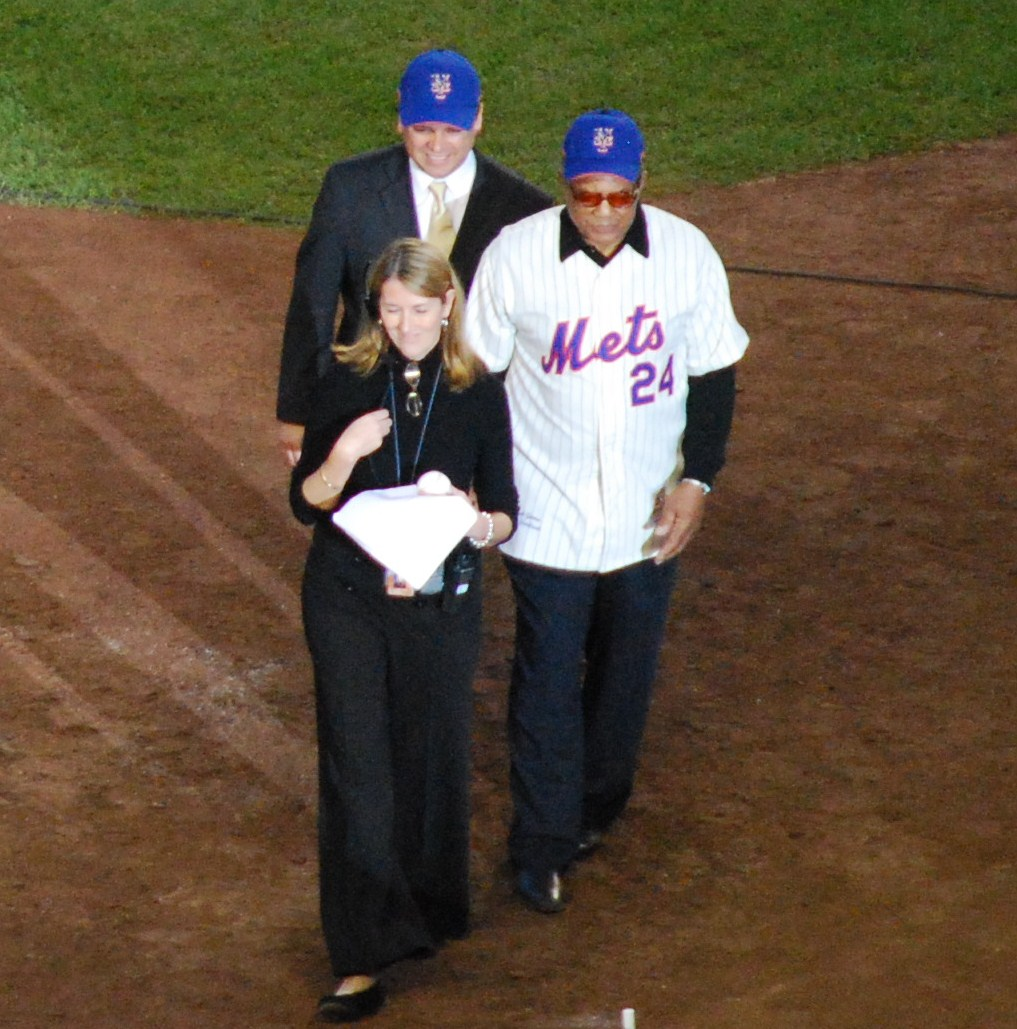
Mays en el último partido en el Shea Stadium el 28 de septiembre de 2008.

Después de retirarse como jugador, Mays permaneció en la organización de los Mets de Nueva York como instructor de bateo hasta el final de la temporada de 1979 Mays faltó a varias citas durante estos años y a menudo se ausentaba de los partidos de los Mets. Cuando Joe McDonald se convirtió en el Gerente General de los Mets en 1975, amenazó con despedir a Mays por esto. El Comisionado de Béisbol Bowie Kuhn y el abogado de Mays intervinieron, y los Mets acordaron mantenerlo, siempre y cuando se quedara en los juegos en casa durante al menos cuatro entradas. Durante su tiempo con los Mets, Lee Mazzilli aprendió de él la captura con guante.
En octubre de 1979, Mays aceptó un trabajo en el casino Bally's Park Place de Atlantic City, Nueva Jersey. Allí trabajó como asistente especial del presidente del casino y como recepcionista. Después de que Kuhn le dijera que no podía formar parte del béisbol y de un casino, Mays rescindió su contrato con los Mets y fue expulsado del béisbol. A Kuhn le preocupaba que las apuestas se infiltraran en el béisbol, pero Hirsch señala que el papel de Mays era meramente el de saludador, que no se le permitía hacer apuestas en el casino como parte de su contrato y que el casino no se dedicaba a las apuestas deportivas. En 1985, menos de un año después de reemplazar a Kuhn como comisionado, Peter Ueberroth decidió permitir que Mays regresara al béisbol. En una conferencia de prensa con Mays y Mantle (reincorporado tras una suspensión similar), Ueberroth dijo: "Estoy trayendo de vuelta a dos jugadores que son más parte del béisbol que quizás cualquier otra persona." 
Mays fue nombrado asistente especial del presidente y director general de los Giants en 1986. Firmó un contrato vitalicio con el equipo en 1993 y ayudó a reunir el entusiasmo del público para la construcción del Pac Bell Park, que se inauguró en 2000. Mays fundó una organización benéfica, la Say Hey Foundation, que promueve el béisbol juvenil. Los Giants retiraron el número 24 de Mays en mayo de 1972. Oracle Park, su estadio, está en el número 24 de Willie Mays Plaza. Frente a la entrada principal hay una estatua de 2.74 m (nueve pies) de altura de Mays, que tiene un palco privado en el estadio. Cuando los Giants dedicaron un Muro de la Fama a sus mejores jugadores en 2008, Mays pasó a formar parte de su grupo inaugural.
En una ceremonia especial durante el 60.º aniversario de los Mets, el 27 de agosto de 2022, el equipo anunció que, en cumplimiento de una promesa que la propietaria de los Mets, Joan Payson, había hecho a Mays cuando lo traspasó en 1972, seguían los pasos de los Giants y retiraban el número 24 de Mays. Mays se convirtió en la decimocuarta persona (jugador o entrenador) a la que dos equipos retiran su número.

## Servicio militar
En el contexto de la guerra de Corea, el Ejército de los Estados Unidos reclutó a Mays en 1952. Debido a esto se perdió un total de 266 partidos, incluida toda la temporada de 1953.

## En la cultura popular
En Venezuela es común usar la expresión coloquial «No te hagas el Willie Mays» (pronunciado /güiliméi/) que se utiliza para hacer notar que una persona ignora o evade por completo alguna situación que no desea afrontar. Dicha expresión tiene su origen en la Serie del Caribe 1955 disputada en Caracas, Venezuela. En dicha competición, Mays —que estaba con los Cangrejeros de Santurce de Puerto Rico— no había conectado un hit en sus primeros 12 turnos. Finalmente, en su turno 13 le conectó un jonrón al lanzador venezolano Ramón Monzant de los Navegantes del Magallanes de Venezuela, teniendo como resultado que los Cangrejeros dejaran en el terreno al Magallanes en el undécimo inning. A partir de ahí, Mays conectó 10 hits en sus 12 turnos siguientes, que llevaron a los Cangrejeros a conseguir el título, por lo que la gente comenzó a decir que Mays «se estaba haciendo el tonto».